# Серова, Валентина Васильевна
Валенти́на Васи́льевна Серо́ва (урождённая Половикова; 10 февраля 1919, Харьков — 11 декабря 1975, Москва) — советская актриса театра и кино. Заслуженная артистка РСФСР (1946), лауреат Сталинской премии II степени (1947).

## Биография

### Ранние годы
Валентина Серова родилась в Харькове 10 февраля 1919 года; позднее для поступления в театральный техникум она исправила метрику, указав дату рождения 23 декабря 1917 года, ставшую её официальной датой рождения.
Мать — актриса Клавдия Половикова, урождённая Диденко (1896—1979); отец — Василий Половиков (Половык, 1893—1966), инженер-гидролог, был репрессирован. До школы Валентина воспитывалась в семье деда и бабки на хуторе Посуньки у города Валки. Когда ей исполнилось 6 лет, они с матерью переехали в Москву. В десять лет девочка вышла на сцену студии Малого театра в спектакле «Настанет время» по драме Р. Роллана. Её дебютом была роль мальчика по имени Давид — сына главной героини спектакля, которую играла мать Серовой. В 1933—1934 годах Валентина училась у неё актёрской профессии в Центральном техникуме театрального искусства.

### Карьера
Профессиональную карьеру начала на подмостках Центрального ТРАМа (ныне Ленком), где работала с 1933 по 1941 год, 1943—1950, 1959—1964. Первая роль в этом театре — Любовь Гордеевна в пьесе Островского «Бедность не порок». Дебют в кино — роль Груни Корнаковой в юности («Груня Корнакова», 1934 год), однако впоследствии данный эпизод в сам фильм не вошёл.
В конце 1930-х — в 1940-е Валентина Серова была одной из самых популярных актрис Советского Союза. Если в своём первом вышедшем на экран фильме «Строгий юноша» А. Роома она ещё фигурирует как Валентина Половикова — юная актриса с тёмными волосами, то четыре года спустя, в 1939-м, в «Девушке с характером» К. Юдина она уже блондинка Валентина Серова и исполняет главную роль. Следующий фильм Юдина «Сердца четырёх» с Серовой и Целиковской, играющими двух сестёр, был снят в 1940 году, премьера в Доме кино состоялась в мае 1941-го, но из-за войны на экраны кинотеатров он вышел только в начале 1945-го. Во время войны Валентина Серова сыграла главную женскую роль в фильме «Жди меня» по пьесе Симонова. Съёмки проходили в Алма-Ате, куда эвакуировали Ленфильм и Мосфильм. В Москве она в тот период стала актрисой театра драмы под руководством Н. М. Горчакова. В составе концертных фронтовых бригад работала в госпиталях и на фронтах перед советскими солдатами. Помимо съёмок в кино, до войны, а также в первые послевоенные годы Серова была ведущей актрисой театра им. Ленинского комсомола, где исполняла роли в спектаклях: «Зыковы», «Как закалялась сталь», «Парень из нашего города», «Под каштанами Праги», «Так и будет», «Сирано де Бержерак», «Русский вопрос» и других.

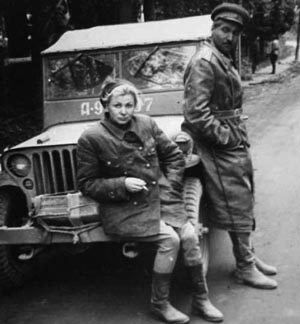
На фронтовых дорогах. Валентина Серова и Константин Симонов, 1944 год

Ещё в конце 1940-х актриса стала злоупотреблять алкоголем, что негативно сказалось как на её браке с Симоновым, так и на работе в театре. После рождения дочери в 1950 году она не стала возвращаться в театр им. Ленинского комсомола, а устроилась в Малый театр, чему поспособствовал Константин Симонов. Традиции этой труппы во многом отличались от того, к чему привыкла Серова в театре им. Ленинского комсомола. Найти своё место в академическом театре с традиционно классическим репертуаром ей было нелегко. Валентине Васильевне дали только одну роль — актрисы Коринкиной в пьесе «Без вины виноватые». Однако в один из вечеров она не явилась на спектакль, её срочно заменила другая актриса, и в театре разразился скандал. Через некоторое время эту историю разбирал товарищеский суд, и в результате Серовой пришлось уйти из Малого. Она перешла в Театр имени Моссовета, где отслужила около семи лет и была довольно плотно занята в репертуаре, хотя практически не получала заметных ролей. Одной из её удач в тот период стала роль Лидии в спектакле «Сомов и другие» по Горькому. Эту роль Валентина Васильевна играла в очередь с Любовью Орловой. Один или два раза во время болезни Орловой она заменяла её в спектакле «Лиззи Маккей». Из театра им. Моссовета Серова ушла так же, как и из Малого: во время гастролей в Ленинграде она вместе с одним из коллег злоупотребила алкоголем, что стало впоследствии предметом разбирательства в коллективе. В связи с тем, что этот инцидент был уже не первым, актрисе предложили уволиться. Через некоторое время ей удалось вернуться в театр им. Ленинского комсомола, на сцену которого она выходила в 1960-е, исполняя уже возрастные роли. Последним местом службы Серовой стал Театр-студия киноактёра, где она девять лет играла одну роль — Марию Николаевну в спектакле «Русские люди» по пьесе Симонова.
В кино после «Бессмертного гарнизона» у Серовой были только две небольшие роли — в фильмах «Кремлёвские куранты» 1970 года и «Дети Ванюшина» 1973-го. В 1967 году она снималась в картине Самсона Самсонова «Арена», но от роли при монтаже осталось несколько кадров.

### Личная жизнь

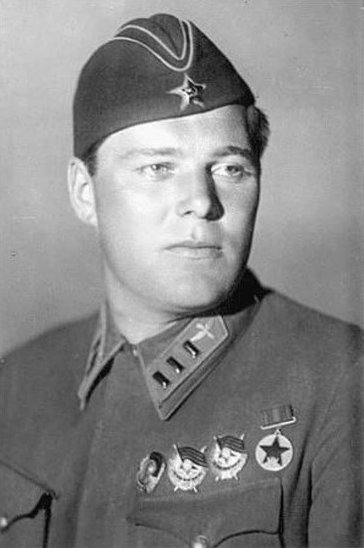
Анатолий Серов

Первый муж — Валентин Поляков, актёр московского Театра рабочей молодёжи (ТРАМ).
11 мая 1938 года Валентина Половикова вышла замуж за лётчика-испытателя, героя гражданской войны в Испании Анатолия Серова. Однако их совместная жизнь продлилась недолго: 11 мая 1939 года при совершении учебно-тренировочных полётов Анатолий Серов разбился вместе с лётчицей Полиной Осипенко. В сентябре того же года Серова родила сына, которого в честь погибшего отца назвали Анатолием.

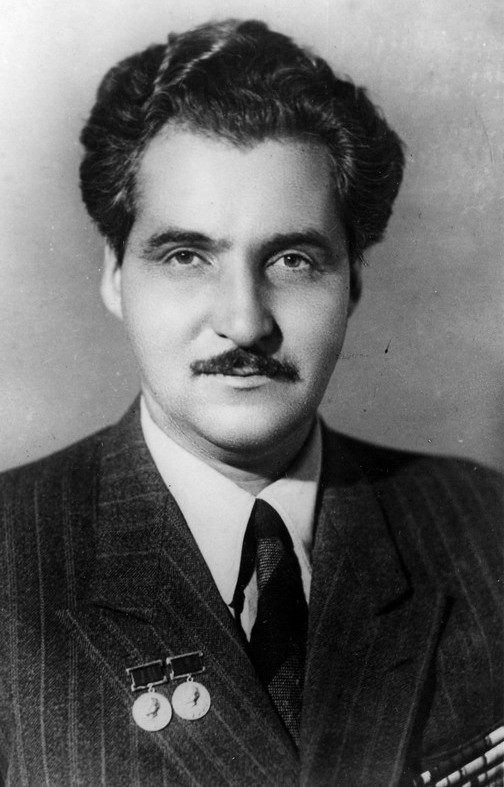
Константин Симонов

В годы войны ходили слухи, что Валентина Серова была любовницей маршала Константина Рокоссовского. Эти слухи не имели никаких реальных оснований, хотя маршал высоко ценил талант актрисы.
Третьим мужем актрисы стал писатель Константин Симонов. Однако совместная жизнь пары не заладилась. Симонов, у которого не складывались отношения с Анатолием Серовым, сыном актрисы от первого брака, настоял на отправке мальчика в интернат за Урал, хотя родственники погибшего Анатолия Серова просили отдать сына им. Серов попал в колонию и вернулся в Москву алкоголиком, после чего умер в 35-летнем возрасте.
Константин Симонов посвятил Серовой лирический сборник «С тобой и без тебя», вышедший в годы войны и пользовавшийся большой популярностью. Позднее, после развода, он убрал посвящение из переизданий. Лишь над знаменитым «Жди меня…» остались две буквы «В. С.».
В 1950 году у Симонова и Серовой родилась дочь Мария. В 1957 году супруги расстались.
Дочь Марию Симонову воспитывала мать актрисы Клавдия Половикова, которая по решению суда не разрешала Серовой видеться с дочерью.

### Смерть
Валентина Серова, окончательно деградировав на фоне алкогольной зависимости, была найдена мёртвой в своей разворованной асоциальными элементами московской квартире. Смерть наступила при невыясненных обстоятельствах в ночь с 11 на 12 декабря 1975 года. Единственным сообщением в прессе о смерти актрисы было маленькое извещение на последней странице «Вечерней Москвы». Симонов прислал к гробу 58 роз. Похоронена на 25-м участке Головинского кладбища рядом с отцом, Василием Васильевичем Половиковым.

## Работы

### Театр
Малый театр (театр-студия)
- 1928 — «Настанет время» Р. Роллана — Давид
- 1928 — «За океаном» Я. Гордина — сын Эсфири
- 1929 — «Кин» А. Дюма — слуга Кина
- 1930 — «Хижина дяди Тома» по Г. Бичер-Стоу— .

Московский ТРАМ (ныне — Ленком)
- 1934 — «Продолжение следует» А. Бруштейн — Франци
- 1934 — «Бедность не порок» А. Н. Островского — Любовь Гордеевна
- 1936 — «Чудесный сплав» В. Киршона — Ирина
- 1937 — «Дальняя дорога» А. Арбузова — Топсик
- 1938 — «Как закалялась сталь» по Н. Островскому — Тоня Туманова
- 1938 — «Дубровский» по А. С. Пушкину — Маша
- 1939 — «Галина» И. Штока — Галина
- 1939 — «История одной любви» К. Симонова — Катя
- 1939 — «Зыковы» М. Горького. Режиссёр: С. Г. Бирман — Павла
- 1940 — «Сирано де Бержерак» Э. Ростана —  Роксана
- 1941 — «Ночь в сентябре» И. Чекина — Нина
- 1944 — «Наш общий друг» Ч. Диккенса — Белла Уильзаер
- 1944 — «Так и будет» К. Симонова. Режиссёр: И. Н. Берсенев — Ольга
- 1945 — «Под каштанами Праги» К. Симонова — Божена Прохадко
- 1945 — «Русский вопрос» К. Симонова — Джесси
- 1947 — «В окнах горит свет» Л. Аграновича. Режиссёр: В. Всеволодов — Наташа Ивлева
- 1948 — «Цель жизни» братьев Тур. Режиссёр: И. Н. Берсенев — Софья Ковалевская
- 1948 — «Очная ставка» братьев Тур и Л. Шейнина — Асенина, актриса
- 1959 — «Так и будет» К. Симонова — майор Греч
- 1960 — «Цветы живые» Н. Погодина — Серафима
- 1961 — «Годы странствий» А. Арбузова. Режиссёры: С. В. Гиацинтова, В. Р. Соловьёв — тётя Тася
- 1962 — «Чемодан с наклейками» Дм. Угрюмова. Режиссёр: С. Штейн — тётя Сима
- 1963 — «Опасный возраст» С. Нариньяни. Режиссёр: С. Штейн —

Театр Драмы под руководством Н. М. Горчакова
- 1942 — «Дворянское гнездо» по И. С. Тургеневу — Лиза Калитина
- 1942 — «Русские люди» К. Симонова — Валя

Малый театр
- 1951 — «Без вины виноватые» А. Н. Островского — Коринкина

Театр им. Моссовета
- 1951 — «Рассказ о Турции» Н. Хикмет — Гюзин
- 1953 — «Варвара Волкова» А. Софронов — Гончаренко
- 1954 — «Сомов и другие» М. Горького — Лидия Сомова
- 1955 — «История одной любви» К. Симонов — Катя
- 1955 — «Лиззи Маккей» Ж.-П. Сартра — Лиззи
- 1956 — «Второе дыхание» А. Крон — Лебедева
- 1956 — «Тревожная ночь» Г. Мдивани — Наташа

Московский государственный театр киноактера
- 1965 — «Русские люди» К. Симонова — Мария Николаевна
- 1970 — «Дети Ванюшина» С. А. Найдёнова — генеральша Кукарникова

### Фильмография
- 1935 — Строгий юноша — Лиза
- 1939 — Девушка с характером — Катя Иванова, работница дальневосточного зверосовхоза
- 1940 — Весенний поток — Надя Кулагина
- 1941 — Сердца четырёх — Галина Сергеевна Мурашова
- 1943 — Жди меня — Лиза Ермолова
- 1946 — Глинка — Мария Петровна Иванова (Глинка)
- 1950 — Заговор обречённых — Кира Рейчел
- 1956 — Бессмертный гарнизон — Мария Николаевна
- 1967 — Арена — жена клоуна
- 1970 — Кремлёвские куранты — Лидия Михайловна, жена Забелина
- 1973 — Дети Ванюшина — Кукарникова

## Признание и награды
- Заслуженная артистка РСФСР (1946)
- Сталинская премия второй степени (1947) — за исполнение роли жены М. И. Глинки в фильме «Глинка» (1946)
- орден «Знак Почёта» (15 февраля 1948)

Иностранные награды
- орден «Братство и единство» II степени (Югославия,1946)

## Образ в культуре
По мотивам биографии Серовой был снят телесериал «Звезда эпохи» (2005), где роль Серовой (в сериале — Седовой) сыграла Марина Александрова.
Валентина Серова является прототипом актрисы и Лауреата Сталинской премии Галины Ковровой, одной из главных персонажей фильма «Любовь Советского Союза» (режиссёры Никита Высоцкий, Илья Лебедев и Дмитрий Иосифов, 2024 год), которую сыграла Ангелина Стречина.